# قائمة معدات جيش الإمارات العربية المتحدة
يمتلك جيش الإمارات العربية المتحدة مجموعة متنوعة من المعدات.

## الأسلحة الصغيرة
| نموذج                            | صورة | الأصل                           | اكتب                                | عيار               | ملاحظات |
| مسدس                             | مسدس | مسدس                            | مسدس                                | مسدس               | مسدس |
| -------------------------------- | ---- | ------------------------------- | ----------------------------------- | ------------------ | --- |
| مسدس كراكال                      |      | الإمارات العربية المتحدة        | مسدس                                | 9×19 ملم بارابيلوم | إصدار مسدس الخدمة الأساسية.                                                                                              |
| سيج سوير P320                    |      | ألمانيا                         | مسدس                                | 9×19 ملم بارابيلوم | منتج محليًا في الإمارات العربية المتحدة بموجب ترخيص كراكال الدولية.                                                       |
| براوينغ هاي باور                 |      | بلجيكا                          | مسدس                                | 9×19 ملم بارابيلوم | [ 2 ] |
| هيكلر وكوخ 7                     |      | ألمانيا الغربية                 | مسدس                                | 9×19 ملم بارابيلوم | P7M13 متغير. |
| سيج سوير بي226                   |      | سويسرا                          | مسدس                                | 9×19 ملم بارابيلوم | |
| رشاشات                           |      |                                 |                                     |                    | |
| إم بي 5                          |      | ألمانيا                         | رشاش                                | 9×19 ملم بارابيلوم | يُستخدم مع الإمارات العربية المتحدة وقوات المارينز.                                                                       |
| بندقية                           |      |                                 |                                     |                    | |
| كار 816                          |      | الإمارات العربية المتحدة        | بندقية هجومية                       | 5.56×45 ملم الناتو | تم إصدار بندقية للخدمة الأساسية.                                                                                         |
| فاماس                            |      | فرنسا                           | بندقية هجومية                       | 5.56×45 ملم الناتو | يُستخدم مع القوات الخاصة.                                                                                                 |
| أيه كيه-47                       |      | الاتحاد السوفيتي                | بندقية هجومية                       | 7.62×39 ملم        | يتم الاستيلاء على الترسانة أو جمعها من العدو.                                                                            |
| إف إن فال                        |      | بلجيكا                          | بندقية هجومية                       | 7.62×51 ملم الناتو | احتياطي منذ 2010. |
| هيكلر وكوخ جي 3                  |      | ألمانيا الغربية                 | بندقية معركة                        | 7.62×51 ملم الناتو | احتياطي. |
| بندقية إم-4 القصيرة              |      | الولايات المتحدة                | كاربين                              | 5.56×45 ملم الناتو | بندقية خدمة الإصدار القياسي السابق. تم شراء 2500 بندقية قصيرة من طراز M4 في عام 1993.                                    |
| بندقية إم 16                     |      | الولايات المتحدة                | بندقية هجومية                       | 5.56×45 ملم الناتو | في الاحتياط. |
| بندقية هجومية T91                |      | جمهورية الصين                   | بندقية هجومية                       | 5.56×45 ملم الناتو | القوات الخاصة فقط. 10.000 بندقية.                                                                                        |
| رشاش                             |      |                                 |                                     |                    | |
| هيكلر وكوخ HK23E                 |      | ألمانيا الغربية                 | مدفع رشاش للأغراض العامة            | 5.56×45 ملم الناتو | متغير HK23E. |
| هكلر آند كوخ إم جي5              |      | ألمانيا                         | مدفع رشاش للأغراض العامة            | 7.62×51 ملم الناتو | [ 10 ] |
| رشاش إم 2 براوننج                |      | الولايات المتحدة                | رشاش ثقيل                           | 12.7×99 ملم الناتو | في الغالب كتسليح للمركبات.                                                                                               |
| إف إن مينيمي                     |      | بلجيكا                          | رشاش خفيف                           | 5.56×45 ملم الناتو | مدفع رشاش خفيف قياسي لجيش الإمارات العربية المتحدة                                                                       |
| إم 249                           |      | الولايات المتحدة                | رشاش خفيف                           | 5.56×45 ملم الناتو | الإصدار الأساسي من مدفع رشاش خفيف                                                                                        |
| بنادق قنص وبنادق الرماية المخصصة |      |                                 |                                     |                    | |
| باريت إم82                       |      | الولايات المتحدة                | بندقية مضادة للعتاد                 | 12.7×99 ملم الناتو | بندقية قنص ذات الإصدار القياسي.                                                                                          |
| بندقية قنص لوبايف                |      | الإمارات العربية المتحدة، روسيا | بندقية قنص                          | 12.7×99 ملم الناتو | |
| بي اس جي-1                       |      | ألمانيا الغربية                 | بندقية قنص                          | 7.62×51 ملم الناتو | |
| سي اس أر 50                      |      | الإمارات العربية المتحدة        | مضادة للعتاد بندقية دقيقة           | 12.7×99 ملم        | شوهد مع جنود إماراتيين مناورات عسكرية.                                                                                   |
| قاذفة قنابل يدوية                |      |                                 |                                     |                    | |
| قاذفة القنابل اليدوية أم 203     |      | الولايات المتحدة                | قاذفة قنابل يدوية                   | 40×46 ملم ريال     | |
| سلاح مضاد للدبابات/مضاد للدروع   |      |                                 |                                     |                    | |
| إف جي أم-148 جافلن               |      | الولايات المتحدة                | نظام التوجيه صاروخ مضاد للدبابات    | 127 مم             | في الخدمة مع القوات المسلحة لدولة الإمارات العربية المتحدة                                                               |
| 9إم 133 كورنت                    |      | روسيا                           | توجيه بالليزر صاروخ مضاد للدبابات   | 152 مم             | في الخدمة مع القوات المسلحة لدولة الإمارات العربية المتحدة                                                               |
| بندقية كارل جوستاف               |      | السويد                          | مضاد للدبابات بندقية عديمة الارتداد | 84 مم              | في الخدمة مع القوات المسلحة لدولة الإمارات العربية المتحدة                                                               |
| سيريت روكيتسان                   |      | تركيا                           | موجه بالليزر صاروخ مضاد للدروع      | 70 مم              | إصدار قياسي لصاروخ جو-أرض موجه بقدرات خارقة للدروع وحارق ومضاد للأفراد. تم تسليم 2000 قطعة إلى الإمارات العربية المتحدة. |

## المدفعية
| نموذج              | صورة        | الأصل                           | اكتب                | الرقم       | ملاحظات |
| مدفع هاوتزر        | مدفع هاوتزر | مدفع هاوتزر                     | مدفع هاوتزر         | مدفع هاوتزر | مدفع هاوتزر |
| ------------------ | ----------- | ------------------------------- | ------------------- | ----------- | --- |
| إم كيه إف 3 15 ملم |             | فرنسا                           | مدفعية ذاتية الدفع  | 18          | في الخدمة من 1975 إلى 1994 |
| هاوتزر دانيل جي 6  |             | السودان                         | مدفعية ذاتية الدفع  | 78          | 78 نظامًا |
| نورينكو AH4        |             | الصين                           | هاوتزر              | 6           | أكد جيش الإمارات العربية المتحدة أنه حصل على مدفع هاوتزر نورينكو AH4 في 21 فبراير.                                                                  |
| إم 109 هاوتزر      |             | الولايات المتحدة                | مدفعية ذاتية الدفع  | 87          | في أغسطس 1995، اشترت أبو ظبي، إحدى دول الإمارات العربية المتحدة، 87 مدافع هاوتزر ذاتية الدفع من سلسلة M109A3 عيار 155 ملم من الجيش الملكي الهولندي. |
| بندقية خفيفة L118  |             | المملكة المتحدة                 | بندقية ميدانية      | 73          | |
| أم-46              |             | الصين                           | بندقية ميدانية      | 20          | |
| مدفعية صاروخية     |             |                                 |                     |             | |
| إم 142 هيمارس      |             | الولايات المتحدة                | قاذفة صواريخ متعددة | 32          | في سبتمبر 2014، طلبت الإمارات العربية المتحدة إم 142 هيمارس.                                                                                        |
| الراجمة جهنم       |             | تركيا، الإمارات العربية المتحدة | قاذفة صواريخ متعددة | 8           | تم تطوير قاذفة صواريخ متعددة من خلال مشروع مشترك بين شركة الجابر لاند سيستم وشركة روكيستان لصناعة الصواريخ والتجارة.                                |
| TRG-300            |             | تركيا                           | قاذفة صواريخ متعددة | 3           | [ 27 ] |
| تي-122 سكاريا      |             | تركيا                           | قاذفة صواريخ متعددة | 48          | [ 27 ] |
| SR-5               |             | الصين                           | قاذفة صواريخ متعددة | 5           | سلمت نورينكو 5 SR-5. |
| كي 239 تشونمو      |             | كوريا الجنوبية                  | قاذفة صواريخ متعددة | 12          | اشترت الإمارات العربية المتحدة K239 Chunmoo في عام 2021.                                                                                            |
| بي إم-21 غراد      |             | الاتحاد السوفيتي                | قاذفة صواريخ متعددة | 48          | ربما فيروس-25 |
| بي إم-30 سميرتش    |             | الاتحاد السوفيتي                | قاذفة صواريخ متعددة | 6           | |

## أسلحة الدفاع الجوي
| نموذج                | صورة | أصل              | يكتب                                                   | رقم       | ملحوظات |
| -------------------- | ---- | ---------------- | ------------------------------------------------------ | --------- | --- |
| إم آي إم-23 هوك      |      | الولايات المتحدة | صاروخ أرض جو                                           | 343       | تمتلك الإمارات المرحلة الأولى والمرحلة الثالثة.                                                                     |
| إم آي إم-104 باتريوت |      | الولايات المتحدة | نظام متنقل صاروخ أرض-جو/صاروخ مضاد للصواريخ الباليستية | 12        | تمتلك الإمارات 9 بطاريات باك-3، و3 بطاريات باك-2 إضافية (818 صاروخًا).                                               |
| كيه إم- سام          |      | كوريا الجنوبية   | نظام متنقل صاروخ أرض-جو/صاروخ مضاد للصواريخ الباليستية | 12        | في يناير 2022، حصلت دولة الإمارات العربية المتحدة على نظام KM-SAM. وسيساعد كلا البلدين بشكل مشترك في تسليم الأنظمة. |
| بانتسير-اس1          |      | روسيا            | سلاح مضاد للطائرات ذاتي الدفع                          | 50        | تمتلك الإمارات العربية المتحدة بانتسير.                                                                             |
| ثاد (دفاع جوي)       |      | الولايات المتحدة | نظام متنقل مضاد للصواريخ الباليستية                    | 2 بطاريات | في عام 2011، طلبت الإمارات العربية المتحدة ثاد مضاد للصواريخ الباليستية مما يجعلها أول مشتري أجنبي لثاد.            |

## المركبات
| نموذج                                                   | صورة     | الأصل                                  | اكتب                            | الرقم                      | ملاحظة |
| الدبابات                                                | الدبابات | الدبابات                               | الدبابات                        | الدبابات                   | الدبابات |
| ------------------------------------------------------- | -------- | -------------------------------------- | ------------------------------- | -------------------------- | --- |
| لوكلير                                                  |          | فرنسا                                  | دبابة القتال الرئيسية           | 354                        | تم استخدام دبابات لوكلير التابعة لجيش الإمارات العربية المتحدة في العمليات القتالية في اليمن خلال الحرب الأهلية اليمنية. |
| مركبة استطلاع                                           |          |                                        |                                 |                            | |
| باتريا أيه أم في                                        |          | فنلندا                                 | ناقلة جنود مدرعة                | 45                         | أمر جيش الإمارات العربية المتحدة دفعة تقييم أولية مكونة من 15 مركبة. سيتم تجهيز بعض هذه المركبات ببرج باتريا نيمو بينما سيتم تجهيز البعض الآخر بأبراج بي إم بي-3 وبالتالي تم تعديلها، بما في ذلك بدن أطول. في يناير 2016، طلبت القيادة العامة للقوات المسلحة الإماراتية 45 هيكلًا من طراز Patria AMV مع خيار شراء 50 أخرى. تم شحن المركبات في يونيو 2016 من خط الإنتاج البولندي في باتريا. يتم استخدام باترياس في اليمن في العمليات القتالية. |
| EE-11 أوروتو                                            |          | البرازيل                               | ناقلة جنود مدرعة                | 60                         | |
| بي تي أر-3                                              |          | المملكة المتحدة                        | ناقلة جند مدرعة                 | 90                         | يستخدمه مشاة البحرية الإماراتية و90 حارسًا. |
| مركبة أفانت بليندي                                      |          | فرنسا                                  | ناقلة جند مدرعة                 | 20                         | |
| أوتوكار أرما                                            |          | الإمارات العربية المتحدة، تركيا        | ناقلة جنود مدرعة                | 700                        | تم تسليم 400 ربدان 8 X 8 IFV's إلى الإمارات العربية المتحدة الجيش في عام 2017. يجري تجميع 300 جندي/ تم إنتاجها بموجب ترخيص في الإمارات العربية المتحدة. بعضها مزود ببرج بي إم بي-3 في الخدمة. |
| مركبة قتال مشاة                                         |          |                                        |                                 |                            | |
| اف ان اس اس ايه سي في-300                               |          | تركيا                                  | مركبة قتال مدرعة                | 136                        | |
| بي إم بي-3                                              |          | روسيا                                  | مركبة مشاة قتالية               | 652                        | 250 لأبو ظبي و402 لدبي (منها 391 تم تسليمها في 1992-1997) مع منظار "ناموت" الحراري وتعديلات أخرى. لقد كانوا قيد التطوير الإضافي باستخدام الدرع المعياري "Kaktus" ومحرك UTD-32. |
| مركبات مدرعة مضادة للكمائن والألغام ومركبات تنقل المشاة |          |                                        |                                 |                            | |
| أوتوكار كوبرا                                           |          | تركيا                                  | مركبة تنقل المشاة               | غير معروف                  | تم تكوين السيارة وفقًا لمتطلبات قوات الأمن الإماراتية وتم إجراء عدد من التغييرات الهيكلية. |
| إنتيرناشيونال ماكس برو                                  |          | الولايات المتحدة                       | محمية من الكمائن مقاومة للألغام | 3,375                      | 3,375 MaxxPros من إصدارات مختلفة حسب الطلب. |
| نمر جيس                                                 |          | الإمارات العربية المتحدة               | محمية من الكمائن مقاومة للألغام | 250-500                    | في عام 2017، طلبت القوات المسلحة لدولة الإمارات العربية المتحدة 1500 نمر جايس، ولكن تم إلغاء الصفقة. إذا تم استلام عدد من المركبات من قبل قوات الجيش الإماراتي. |
| بي إيه إي كايمان                                        |          | الولايات المتحدة                       | محمية من الكمائن مقاومة للألغام | 388 نشط 321 متاح 222 عملية | في سبتمبر 2014، وافقت الولايات المتحدة على صفقة بقيمة 2.5 مليار دولار مع شركة Uni زود جيش الإمارات العربية المتحدة بأكثر من 4500 مركبة أمريكية فائضة من طراز MRAPs لزيادة حماية القوة وإجراء عمليات المساعدة الإنسانية وحماية بعض طرق التجارة التجارية الدولية وبعض البنية التحتية. 1,150 مركبة كانت من طراز كايمان. |
| آر جي-31 نيالا                                          |          | جنوب إفريقيا، الإمارات العربية المتحدة | محمية من الكمائن مقاومة للألغام | 76                         | القوات المسلحة لدولة الإمارات العربية المتحدة لديها نسخة خاصة من طراز آر جي-31 نيالا Mk5. تم إنتاجها محليًا بواسطة المجموعة الذهبية الدولية. يشتمل الطلب على 16 مركبة استطلاع ان بي سي1، ثماني مركبات حيوية وثماني مركبات مركز قيادة، مما سيوفر لدولة الإمارات العربية المتحدة قدرة اكتشاف الأسلحة النووية والبيولوجية المرتبطة بنظام القيادة والتحكم.                                                                                        |
| مركبة ذات عجلات متعددة الأغراض عالية الحركة             |          |                                        |                                 |                            | |
| نمر عجبان                                               |          | الإمارات العربية المتحدة               | مركبة دورية تكتيكية خفيفة       | 350-500                    | في الاستخدام الأساسي لـ القوات المسلحة لدولة الإمارات العربية المتحدة. |
| نمر حفيت                                                |          | الإمارات العربية المتحدة               | مركبة دورية تكتيكية خفيفة       | 675                        | [ 27 ] |
| هامفي                                                   |          | الولايات المتحدة                       | سيارة مصفحة (عسكرية)            | 150-250                    | شوهدت في القتال في اليمن ضد المتمردين الحوثيين. |
| بولاريس آر زد آر                                        |          | الولايات المتحدة                       | جنبًا إلى جنب                    | ؟                          | [ 56 ] |
| تاترا 816                                               |          | جمهورية التشيك                         | شاحنة تكتيكية عالية الحركة      | ؟                          | T816 في الخدمة مع الإمارات العربية المتحدة عبارة عن ناقلة مياه، وناقلة وقود، وناقلة مسطحة، وناقلة حاويات، ومركبة إنقاذ. |
| أوشكوش ام 1070                                          |          | الولايات المتحدة                       | ناقلة الخزانات وحدة جرار.       | 20                         | [ 58 ] |

### المعدات التي خرجت من الخدمة
- هواسونغ-5 - 25 (طلب عام 1989، وسحب من الخدمة بسبب الجودة غير المرضية)[59][60]